# Giro d'Italia 2006
Den 89. udgave af cykelløbet Giro d'Italia, som blev arrangeret over 20 etaper i tidsrummet 6. – 28. maj 2006. De første fire etaper foregik i Belgien.
Løbet blev vundet af Ivan Basso foran José Enrique Gutierrez.

## Sammenlagt resultatliste
| Plads | Cykelrytter            | Land     | Hold                   | Tid      |
| 1     | Ivan Basso             | Italien  | Team CSC               | 91.33.36 |
| 2     | José Enrique Gutierrez | Spanien  | Phonak Hearing Systems | +9.18    |
| 3     | Gilberto Simoni        | Italien  | Saunier Duval-Prodir   | +11.59   |
| 4     | Damiano Cunego         | Italien  | Lampre-Fondital        | +18.16   |
| 5     | Paolo Savoldelli       | Italien  | Discovery Channel      | +19.22   |
| 6     | Sandy Casar            | Frankrig | Française des Jeux     | +23.54   |
| 7     | Juan Manuel Garate     | Spanien  | Quick Step-Innergetic  | +24.26   |
| 8     | Franco Pellizotti      | Italien  | Liquigas               | +25.57   |
| 9     | Victor Hugo Peña       | Colombia | Phonak Hearing Systems | +26.27   |
| 10    | Francisco Vila         | Spanien  | Lampre-Fondital        | +27.34   |

## Etaperne
| Etape  | Dato    | Strækning                           | km        | Vinder              |
| Prolog | 6. maj  | Seraing (Belgien)                   | 6,2 (ITT) | Paolo Savoldelli    |
| 1      | 7. maj  | Mons – Charleroi                    | 203       | Robbie McEwen       |
| 2      | 8. maj  | Perwez – Namur                      | 202       | Stefan Schumacher   |
| 3      | 9. maj  | Wanze – Hotton                      | 182       | Robbie McEwen       |
| 4      | 11. maj | Piacenza – Cremona                  | 35 (TT)   | Team CSC            |
| 5      | 12. maj | Busseto – Forlí                     | 223       | Robbie McEwen       |
| 6      | 13. maj | Cesena – Saltara                    | 236       | Rik Verbrugghe      |
| 7      | 14. maj | Civitanova Marche – Maielletta      | 171       | Ivan Basso          |
| 8      | 15. maj | Francavilla al Mare – Termoli       | 147       | Tomas Vaitkus       |
| 9      | 16. maj | Termoli – Peschici                  | 190       | Franco Pellizotti   |
| 10     | 18. maj | Pontedera – Pontedera               | 50 (ITT)  | Jan Ullrich         |
| 11     | 19. maj | Livorno – Sestri Levante            | 165       | Joan Horrach        |
| 12     | 20. maj | Alessandria – La Thuile             | 216       | Leonardo Piepoli    |
| 13     | 21. maj | Aosta – Domodossola                 | 224       | Luis Felipe Laverde |
| 14     | 22. maj | Mergozzo – Brescia                  | 182       | Paolo Bettini       |
| 15     | 23. maj | Rovato – Monte Bondone              | 180       | Ivan Basso          |
| 16     | 24. maj | Termeno – Plan de Corones           | 121       | Leonardo Piepoli    |
| 17     | 25. maj | Sillian – Gemona del Friuli         | 227       | Stefan Schumacher   |
| 18     | 26. maj | Pordenone – Passo di San Pellegrino | 220       | Juan Manuel Garate  |
| 19     | 27. maj | Trento – Aprica                     | 212       | Ivan Basso          |
| 20     | 28. maj | Museo del Ghisallo – Milano         | 140       | Robert Förster      |